# Vĩnh Châu
Vĩnh Châu là một phường thuộc thành phố Cần Thơ, Việt Nam.

## Địa lý
Phường Vĩnh Châu có vị trí địa lý:
- Phía đông giáp xã Vĩnh Hải
- Phía tây giáp phường Vĩnh Phước
- Phía nam giáp Biển Đông
- Phía bắc giáp phường Khánh Hòa.

Phường Vĩnh Châu có diện tích 98,26 km², dân số năm 2024 là 68.437 người, mật độ dân số đạt 696 người/km².

## Lịch sử
Sau năm 1975, thị trấn Vĩnh Châu và các xã Lạc Hòa, Vĩnh Châu thuộc huyện Vĩnh Châu, tỉnh Sóc Trăng.
Ngày 20 tháng 9 năm 1975, Bộ Chính trị ban hành Nghị quyết số 245-NQ/TW về việc hợp nhất tỉnh Cần Thơ (ngoại trừ huyện Thốt Nốt), tỉnh Sóc Trăng, tỉnh Trà Vinh, tỉnh Vĩnh Long thành một tỉnh, tên gọi tỉnh mới cùng với nơi đặt tỉnh lỵ sẽ do địa phương đề nghị lên.
Ngày 20 tháng 12 năm 1975, Bộ Chính trị ban hành Nghị quyết số 19/NQ về việc hợp nhất tỉnh Cần Thơ (bao gồm cả huyện Thốt Nốt của tỉnh Long Xuyên), tỉnh Sóc Trăng thành một tỉnh mới, tên gọi tỉnh mới cùng với nơi đặt tỉnh lỵ sẽ do địa phương đề nghị lên.
Ngày 24 tháng 2 năm 1976, Chính phủ Cách mạng lâm thời Cộng hòa miền Nam Việt Nam ban hành Nghị định số 3/NQ/1976 về việc hợp nhất tỉnh Cần Thơ, tỉnh Sóc Trăng và thành phố Cần Thơ thành một tỉnh mới, lấy tên là tỉnh Hậu Giang.
Ngày 15 tháng 9 năm 1981, Hội đồng Bộ trưởng ban hành Quyết định số 70-HĐBT về việc:
- Chia xã Lạc Hòa thuộc huyện Vĩnh Châu thành xã Lạc Hòa và xã Hòa Thanh.
- Chia xã Vĩnh Châu thuộc huyện Vĩnh Châu thành 4 xã: Vĩnh Châu, Vĩnh Hải, Vĩnh Khánh, Vĩnh Hòa.

Ngày 16 tháng 9 năm 1989, Hội đồng Bộ trưởng ban hành Quyết định số 128-HĐBT. Theo đó:
- Thị trấn Vĩnh Châu có 675,9 diện tích tự nhiên và 12.096 nhân khẩu.
- Xã Vĩnh Châu có 2.857,97 ha diện tích tự nhiên và 9.898 nhân khẩu.
- Xã Vĩnh Hòa có 2.315,02 ha diện tích tự nhiên và 8.220 nhân khẩu.
- Xã Lạc Hòa có 4.367,57 ha diện tích tự nhiên và 9.023 nhân khẩu.

Ngày 7 tháng 12 năm 1990, Ban Tổ chức – Cán bộ của Chính phủ ban hành Quyết định số 547/QĐ-TCCP về việc:
- Sáp nhập 652,11 ha diện tích tự nhiên và 1.397 nhân khẩu của xã Vĩnh Châu vào thị trấn Vĩnh Châu.
- Sáp nhập 630,39 ha diện tích tự nhiên và 611 nhân khẩu của xã Vĩnh Châu vào xã Khánh Hòa.
- Sáp nhập xã Vĩnh Hòa vào xã Vĩnh Châu.

Sau khi phân vạch địa giới hành chính:
- Thị trấn Vĩnh Châu có 1.328,01 ha diện tích tự nhiên và 13.815 nhân khẩu.
- Xã Vĩnh Châu có 3.890,49 ha diện tích tự nhiên và 17.475 nhân khẩu.[9]

Ngày 26 tháng 12 năm 1991, Quốc hội ban hành Nghị quyết về việc chia tỉnh Hậu Giang thành tỉnh Cần Thơ và tỉnh Sóc Trăng.
Ngày 26 tháng 11 năm 2003, Quốc hội ban hành Nghị quyết số 22/2003/QH11 về việc chia tỉnh Cần Thơ thành thành phố Cần Thơ trực thuộc trung ương và tỉnh Hậu Giang.
Ngày 22 tháng 4 năm 2010, Bộ Xây dựng ban hành Quyết định số 473/QĐ-BXD về việc công nhận thị trấn Vĩnh Châu là đô thị loại IV.
Ngày 25 tháng 8 năm 2011, Chính phủ ban hành Nghị quyết số 90/NQ-CP về việc:
- Thành lập thị xã Vĩnh Châu thuộc tỉnh Sóc Trăng.
- Thành lập Phường 1 thuộc thị xã Vĩnh Châu trên cơ sở toàn bộ 1.344,41 ha diện tích tự nhiên với 20.358 người của thị trấn Vĩnh Châu.
- Thành lập Phường 2 thuộc thị xã Vĩnh Châu trên cơ sở toàn bộ 4.470,84 ha diện tích tự nhiên và 22.175 nhân khẩu của xã Vĩnh Châu.
- Xã Lạc Hòa trực thuộc thị xã Vĩnh Châu.

Tính đến ngày 31/12/2024:
- Phường 1 có 7 khóm: 1, 2, 3, 4, 5, 6, 7.
- Phường 2 có 11 khóm: Cà Lăng A, Cà Lăng A Biển, Cà Lăng B, Cà Săng, Đai Rụng, Giồng Me, Sân Chim, Soài Côn, Vĩnh An, Vĩnh Bình, Vĩnh Trung.
- Xã Lạc Hòa có 9 ấp: Ca Lạc, Ca Lạc A, Đại Bái, Đại Bái A, Hòa Nam, Hòa Thành, Lền Buối, Tân Thời, Vĩnh Biên.

Ngày 12 tháng 6 năm 2025, Quốc hội ban hành Nghị quyết số 202/2025/QH15 về việc sắp xếp đơn vị hành chính cấp tỉnh (nghị quyết có hiệu lực từ ngày 12 tháng 6 năm 2025). Theo đó, sáp nhập tỉnh Hậu Giang và tỉnh Sóc Trăng vào thành phố Cần Thơ.
Ngày 16 tháng 6 năm 2025, Ủy ban Thường vụ Quốc hội ban hành Nghị quyết số 1668/NQ-UBTVQH15 về việc sắp xếp các đơn vị hành chính cấp xã của thành phố Cần Thơ năm 2025 (nghị quyết có hiệu lực từ ngày 16 tháng 6 năm 2025). Theo đó, thành lập phường Vĩnh Châu thuộc thành phố Cần Thơ trên cơ sở toàn bộ 13,37 km² diện tích tự nhiên, quy mô dân số là 20.046 người của Phường 1; toàn bộ 43,61 km² diện tích tự nhiên, quy mô dân số là 28.657 người của Phường 2 và toàn bộ 41,28 km² diện tích tự nhiên, quy mô dân số là 19.734 người của xã Lạc Hòa thuộc thị xã Vĩnh Châu, tỉnh Sóc Trăng.
Phường Vĩnh Châu có 98,26 km² diện tích tự nhiên và quy mô dân số là 68.437 người.